# Новопокровка (Криворожский район)
Новопокро́вка (укр. Новопокровка) — село, Шевченковский сельский совет, Криворожский район, Днепропетровская область, Украина.
Код КОАТУУ — 1221885906. Население по переписи 2001 года составляло 98 человек.

## Географическое положение
Село Новопокровка находится на расстоянии в 0,5 км от посёлка Пичугино. По селу протекает пересыхающий ручей с запрудой. Рядом проходит железная дорога, станция Пичугино в 0,5 км.